# Dexter, New York
Dexter är ett municipalsamhälle (village) i Jefferson County i delstaten New York. Vid 2010 års folkräkning hade Dexter 1 052 invånare.